# Norroy-lès-Pont-à-Mousson
Norroy-lès-Pont-à-Mousson ist eine französische Gemeinde mit 1.161 Einwohnern (Stand: 1. Januar 2022) im Département Meurthe-et-Moselle in der Region Grand Est (bis 2015 Lothringen). Sie gehört zum Arrondissement Nancy und zum Kanton Pont-à-Mousson. Die Einwohner werden Nogarédiens genannt.

## Geografie
Norroy-lès-Pont-à-Mousson liegt an der Mosel, etwa 29 Kilometer nordnordwestlich von Nancy. Umgeben wird Norroy-lès-Pont-à-Mousson von den Nachbargemeinden Vandières im Norden, Pont-à-Mousson im Osten und Süden, Montauville im Süden, Fey-en-Haye im Südwesten, Vilcey-sur-Trey im Westen sowie Villers-sous-Prény im Nordwesten.
Die Gemeinde liegt im Regionalen Naturpark Lothringen.

## Geschichte und Bevölkerungsentwicklung
Zum ersten Mal wird der Ort 796/7 als Besitz des Klosters Gorze urkundlich erwähnt (Regnum Francorum online Gorze Nr. 039).
| Jahr                       | 1962 | 1968 | 1975 | 1982 | 1990 | 1999 | 2006 | 2019 |
| Einwohner                  | 431  | 526  | 603  | 807  | 1027 | 1046 | 1168 | 1190 |
| Quellen: Cassini und INSEE |      |      |      |      |      |      |      |      |

## Sehenswürdigkeiten
- Menhir Pierre au Jô
- gallorömische Siedlungsreste
- Kirche Saint-Rémy aus dem 17./18. Jahrhundert
- Reste eines festen Hauses aus dem 16. Jahrhundert

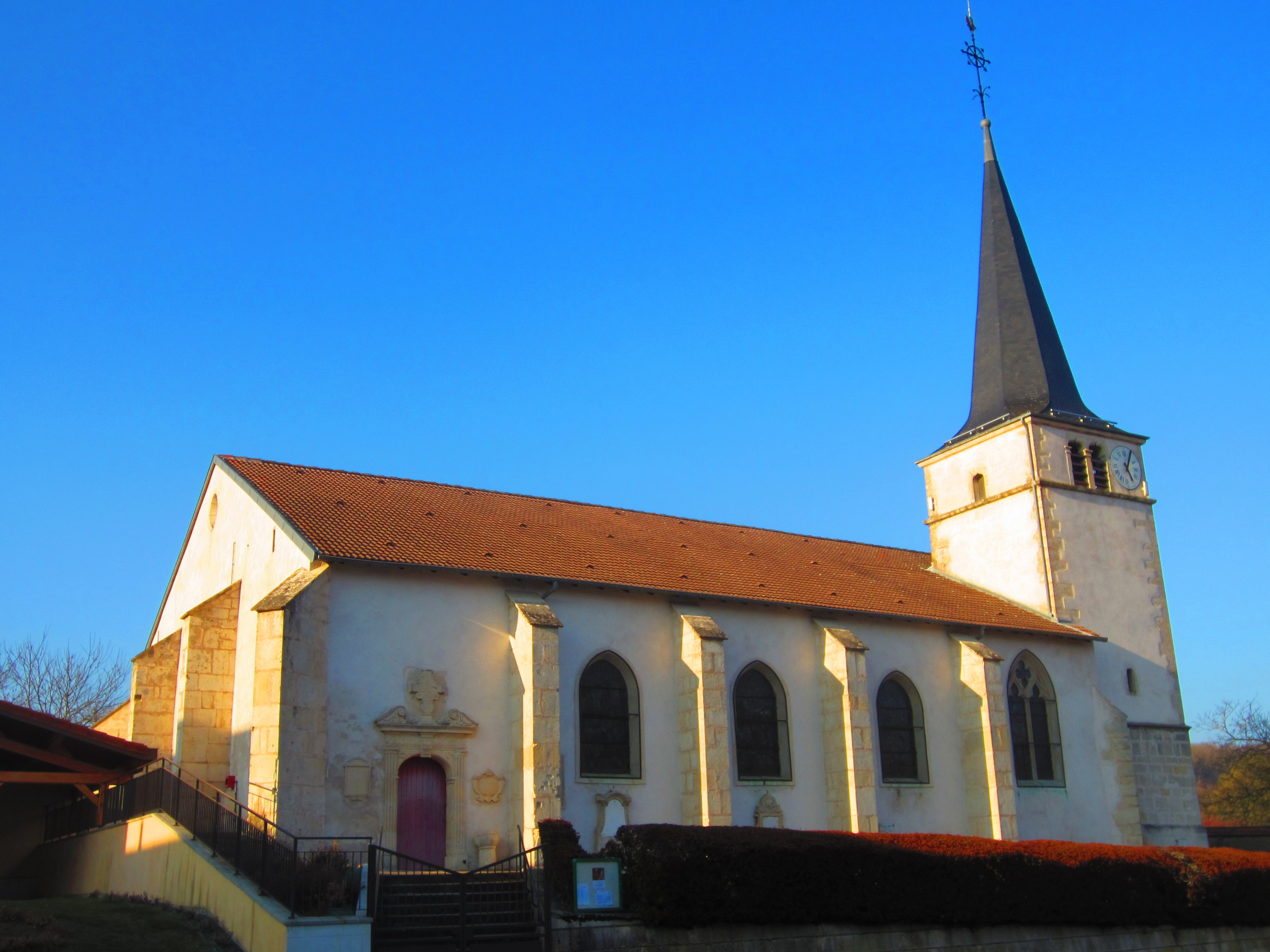
Kirche Saint-Rémy